# Saša Borovnjak
Saša Borovnjak (Belgrado; 30 de julio de 1989) es un jugador de baloncesto serbio con pasaporte portugués que mide 2,06 metros. Pertenece a la plantilla del Sharks Antibes de la Pro B francesa. Es hermano del también baloncestista Dejan Borovnjak.

## Trayectoria
El pívot serbio se formó como jugador en Estados Unidos, más concretamente en la Veritas Christian Academy de Carolina del Norte. Su periplo universitario lo pasó en Penn State Nittany Lions en el que jugaría durante 4 temporadas. En su último curso, en la temporada de 2012-13, Borovnjak promedió 7,4 puntos y 3,6 rebotes en 23,5 minutos de juego.
Tras no ser drafteado en 2013, en verano de 2013 se estrenó como profesional de la mano del Ikaros Kallitheas BC de la máxima categoría griega, equipo con el que disputó un total de seis encuentros en los que vio acción una media de 5,2 minutos en los que tuvo tiempo de aportar tres puntos y un rebote. 
En diciembre de 2013 llega a España para disputar en lo que resta de la temporada 2013-14 un total de 9 partidos en el Herbalife Gran Canaria de Liga ACB para pasar, al año siguiente, a jugar LEB Plata con el Zornotza Saskibaloi Taldea y otra experiencia en Grecia con Ikaros Kallitheas BC.
En 2016, llega al FC Porto, en el que milita durante cuatro campañas en las que jugaría la liga lusa. En la temporada 2019-20 promedia la cifra de 11 partidos con 11.3 puntos y 3.7 rebotes de media por encuentro.
El 10 de agosto de 2020, regresa a España para jugar en las filas del Palencia Baloncesto de la Liga LEB Oro, durante una temporada.  El serbio firmó una media de 14,4 puntos, 5,1 rebotes y 13,5 créditos de valoración. 
El 3 de agosto de 2021, firma por el Saint-Chamond Basket de la Pro B, acreditando 9.7 puntos y 4.3 rebotes por encuentro. 
El 18 de julio de 2022, firma por el Club Baloncesto Lucentum Alicante de la liga LEB Oro de España, con el que disputó 18 encuentros, en los que promedió 7.1 puntos y 2.3 rebotes.
El 16 de febrero de 2023, tras rescindir su contrato con el conjunto alicantino, firma por el Cáceres Patrimonio de la Humanidad de la liga LEB Oro hasta el final de la temporada 2022/23, que completa promediando 11.1 puntos y 2.9 rebotes con el club extremeño.
El 28 de agosto de 2024 fichó por el Sharks Antibes de la Pro B francesa.

## Selección nacional
Recibió su primera convocatoria a la selección de baloncesto de Portugal en noviembre de 2020.